# Линђи
Линђи (итал. Longi) је насеље у Италији у округу Месина, региону Сицилија.
Према процени из 2011. у насељу је живело 1514 становника. Насеље се налази на надморској висини од 613 м.

## Становништво
Према резултатима пописа становништва 2011. у општини је живело 1.562 становника.
| 1936. | 1951. | 1961. | 1971. | 1981. | 1991. | 2001. | 2011. |
| ----- | ----- | ----- | ----- | ----- | ----- | ----- | ----- |
| 2.057 | 2.228 | 2.346 | 2.182 | 1.939 | 1.784 | 1.653 | 1.562 |